# Radio-Akustisches Sondierungs-System

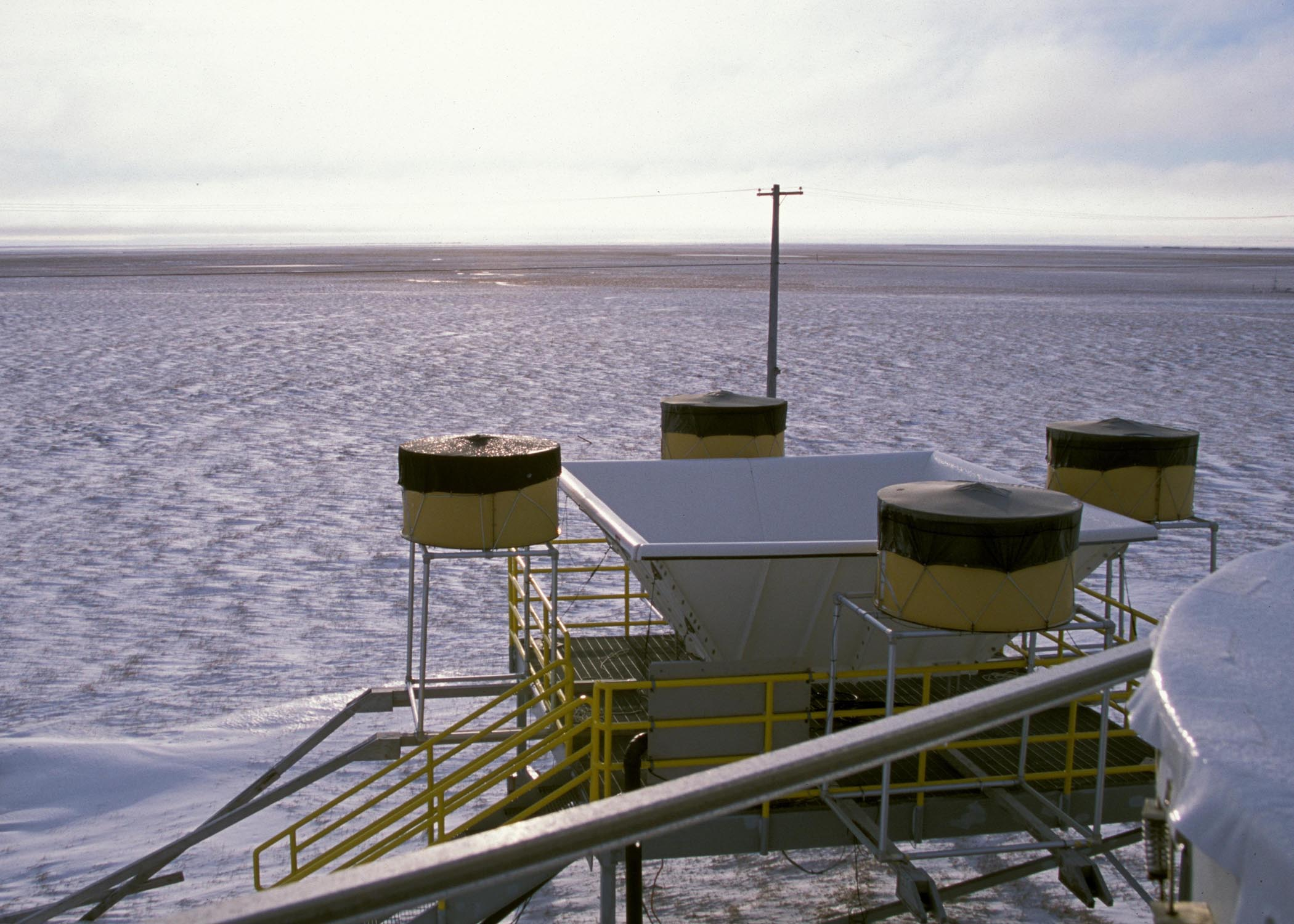
Wind Profiler Radar und RASS in einer Stellung in North Slope Borough bei Utqiaġvik (Alaska)

Ein Radio-Akustisches-Sondierungs-System (RASS), auch unter Temperatur-Profiler bekannt, ist ein meteorologisches Messsystem zur Messung des thermischen Höhengradients mithilfe der Rückstreuung von elektromagnetischen Wellen an einer akustischen Wellenfront, um die Schallgeschwindigkeit in verschiedenen Höhen über dem Boden zu messen.
Die Schallgeschwindigkeit ist von der Dichte der Luft abhängig. Diese Dichte ist auch abhängig von der Temperatur. Das RASS vergleicht die konstante Ausbreitungsgeschwindigkeit der elektromagnetischen Wellen mit der dichteabhängigen Schallgeschwindigkeit und errechnet daraus indirekt die Temperatur in der atmosphärischen Grenzschicht.

## Arbeitsprinzip
Mit einer sehr starken Schallquelle wird nach oben gerichtet eine Longitudinalwelle erzeugt. Die ausgesendeten akustischen Wellen erzeugen künstliche Inhomogenitäten im Brechungsindexfeld, die sich mit Schallgeschwindigkeit ausbreiten. Diese Inhomogenitäten haben einen regelmäßigen Abstand abhängig von der durch die Luftdichte bedingten lokalen Schallgeschwindigkeit. An jeder dieser Inhomogenität wird ein sehr geringer Teil der elektromagnetischen Welle des Radars gestreut. Bei einer ganz bestimmten Tonfrequenz ist der Abstand dieser Inhomogenitäten gleich der halben Wellenlänge des Radars, so dass die Bedingung der Bragg-Gleichung erfüllt ist und sich die einzelnen rückgestreuten Energien kohärent zu einem messbaren Echosignal summieren. Das Radar misst durch Laufzeitmessung primär erst einmal die Höhe dieser Rückstreuung. Im Zusammenhang mit der zu diesem Zeitpunkt gesendeten akustischen Tonhöhe lässt sich die Schallgeschwindigkeit in diesem Höhenbereich bestimmen und aus dem physikalischen Zusammenhang zwischen Schallgeschwindigkeit und Temperatur das vertikale Temperaturprofil ableiten.

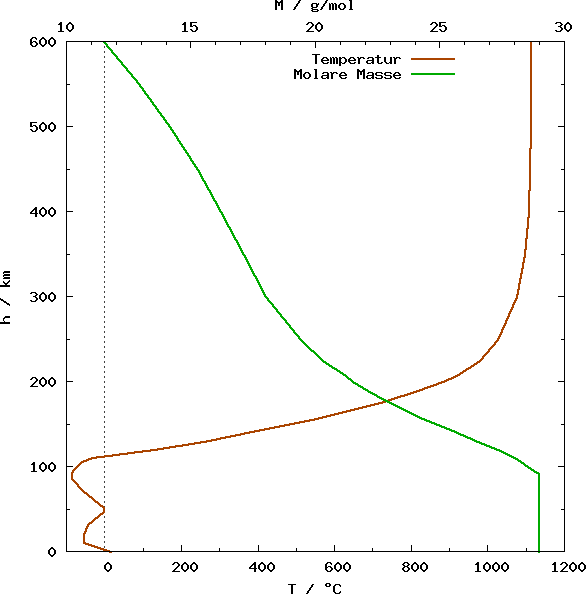
Durchschnittliche Temperatur und molare Masse der Atmosphärengase in Abhängigkeit von der Höhe. Der wetterrelevante Abschnitt der Troposphäre macht nur die untersten rund 10 km aus.

## Aufbau des Systems
Das RASS ist eine Kombination aus einem Wind Profiler Radar und einem Sodar-System, welche beide auch unabhängig voneinander arbeiten können und ihre typischen Messergebnisse liefern, wie horizontale und vertikale Windgeschwindigkeiten in unterschiedlichen Höhenbereichen.
Das Radar sendet meist im VHF-Bereich oder im unteren L-Band. Die Radarantenne kann eine Phased-Array-Antenne sein, ist aber oft nur eine Parabolantenne oder ein sehr großer Hornstrahler. Meist werden um die Radarantenne herum drei oder vier Lautsprecher des Sodar positioniert. Durch die große Lautstärke muss das System weitab von bewohnten Orten und zum Schutz von sich in der Nähe aufhaltenden Personen gut schallisoliert in die Seitenrichtungen aufgebaut werden. 
Ein RASS kann einerseits durch das Beistellen eines Radars zu einem Sodar realisiert werden, oder durch das Beistellen eines Lautsprechersystems zu einem bestehenden Wind Profiler. Das jeweils zusätzliche System ist dann meist in einer abgespeckten Version aufgebaut. Wenn ein Radar zu einem Sodar hinzugefügt wird, muss das Radar keine teure Phased-Array Antenne verwenden, es genügt dann ein einfacher Parabolspiegel oder ein sehr großer Hornstrahler.

## Messbereiche und Auflösungsvermögen
Die Reichweite der Temperaturmessung wird begrenzt durch die Reichweite des akustischen Signals. Dieses kann in unbewohnten Gegenden auf bis zu 135 dB(A) erhöht werden. Die vertikale Reichweite ist hierbei auf Grund der starken Schwächung der akustischen Signale jedoch deutlich geringer als bei der Windgeschwindigkeitsmessung als Wind Profiler Radar. Je nach System werden im Allgemeinen Messhöhen von 0,5 bis 4 km erreicht. Je nach atmosphärischen Bedingungen kann die Reichweite variieren. Zum Beispiel neigen hohe horizontale Windgeschwindigkeiten dazu, die RASS-Höhenabdeckung auf einige hundert Meter zu begrenzen, da die akustischen Signale aus dem Radarstrahl geblasen werden.
Das vertikale Auflösungsvermögen von RASS-Daten wird durch die vom Radar verwendete Sendeimpulslänge bestimmt. Diese beträgt in der Regel 0,3 bis 1 µs und bewirkt damit ein Auflösungsvermögen von 45 bis 150 m.

## Zusammenhang Audiofrequenz mit Trägerfrequenz des Radars
| Temperatur der Luft ϑ in °C | Schallge- schwindigkeit cLuft in m/s | Luftdichte ρ in kg/m3 | ≙ Audio- frequenz f in Hz |
| --------------------------- | ------------------------------------ | --------------------- | ------------------------- |
| +40°                        | 354,94                               | 1,1272                | 3052                      |
| +35°                        | 352,17                               | 1,1455                | 3029                      |
| +30°                        | 349,29                               | 1,1644                | 3004                      |
| +25°                        | 346,39                               | 1,1839                | 2979                      |
| +20°                        | 343,42                               | 1,2041                | 2953                      |
| +15°                        | 340,51                               | 1,2250                | 2928                      |
| +10°                        | 337,54                               | 1,2466                | 2903                      |
| +5°                         | 334,53                               | 1,2690                | 2877                      |
| 0°                          | 331,50                               | 1,2920                | 2851                      |
| −5°                         | 328,44                               | 1,3163                | 2825                      |
| −10°                        | 325,35                               | 1,3413                | 2798                      |
| −15°                        | 322,23                               | 1,3673                | 2771                      |
| −20°                        | 319,09                               | 1,3943                | 2744                      |
| −25°                        | 315,91                               | 1,4224                | 2717                      |

Die nebenstehende Tabelle zeigt die Luftdichte und die Schallgeschwindigkeit in Abhängigkeit von der Temperatur der Luft.
Für ein gegebenes RASS im L-Band werden als Sendefrequenz 1290 MHz und die akustische Frequenz von 2897 Hz angegeben. Die halbe Wellenlänge des Radars beträgt somit λ= c0/ 2f = 0,11628 m.
Die Wellenlänge der Tonfrequenz soll gleich der halben Wellenlänge des Radars sein.
Damit ist die mit diesen beiden Frequenzen gemessene Schallgeschwindigkeit cLuft = 2897·0,11628= 336 m/s.
Um eine virtuelle Temperatur zu messen, muss jetzt entweder die Audiofrequenz des Sodars oder die Sendefrequenz des Radars verändert werden. Eine Audiofrequenz zu ändern ist jedoch technisch einfacher zu realisieren als eine Hochfrequenz.